# Drôlerie

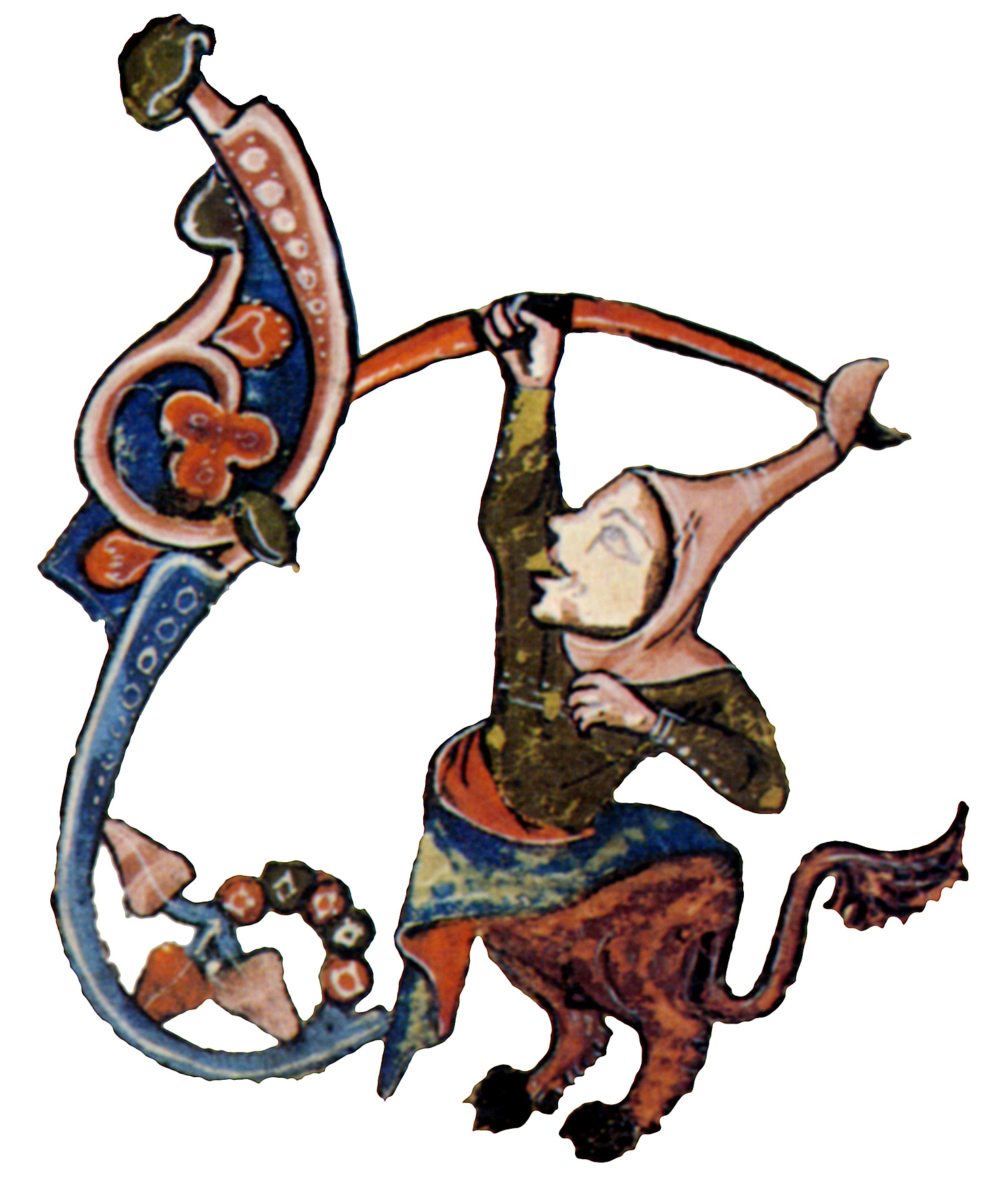
The Rylands Haggadah, 1575, folio 33v.

Een drôlerie (van het Franse drôle voor 'grappig' of 'humoristisch') is een aanduiding voor figuren die in de marge van de middeleeuwse gotische handschriften zijn terug te vinden. Naast de miniatuurkunst zijn ze ook in de architectuur terug te vinden, bijvoorbeeld in de waterspuwers bij de gotische kathedralen.

## Miniaturen
Vanaf de tweede helft van de dertiende eeuw, begon men uitlopers aan de versierde of gehistorieerde initialen toe te voegen. Schuchter in het begin gingen ze snel de ganse tekst omkaderen. In het begin zijn deze randen strak en stijf (zie epistelboek uit Cambrai) maar gaandeweg werden ze zwieriger en meer en meer bewerkt. Er verschenen allerlei figuren in deze marges, eerst in religieuze werken en pas later (einde 13e eeuw) vonden ze hun weg naar profane en juridische werken.
De uitlopers van de initialen werden bevolkt met een zeer uiteenlopend arsenaal aan figuren gaande van vogels en kleine dieren zoals konijnen, vossen, hazen en honden naar menselijke figuren, fabeldieren, draken, monsters, duivels en allerlei hybriden. Ook apen waren bijzonder geliefd. Daarnaast kwam ook het dagelijkse leven van de adel, de monniken, de nonnen en de boeren aan bod. Al zeer snel werden de figuurtjes gecombineerd in aparte scènes waarmee de marges van de bladzijden gevuld werden.
Meestal hadden deze scènes helemaal geen uitstaans met wat op de bladzijde was beschreven of met miniaturen die op de bladzijde voorkwamen, hoewel er natuurlijk uitzonderingen waren. Ze waren er gewoon als versiering, en zeer dikwijls als komische afleiding, bijgeplaatst. Dat er geen verband was tussen tekst en versiering wordt mooi geïllustreerd door de pagina uit de "Spiegel van de leer" uit Ter Doest (zie galerij) die geïllustreerd werd met een poppenkastvertoning. Maar betekenisloos waren de drôlerieën natuurlijk ook niet, ze illustreren een van de boeiendste aspecten van de cultuur uit de middeleeuwen die in de rand van de ernst en van belangrijke gebeurtenissen een ongebreidelde vrijheid van denken tot uitdrukking bracht. Binnen het tekstkader moest de miniaturist bij het thema betrokken zijn, maar daarbuiten mocht hij zijn fantasie uitleven.
De thema's die behandeld werden waren zeer divers, maar ridderscènes en jachtscènes waren populair. Daarnaast waren er de voorstellingen uit de "omgekeerde wereld" waarbij de dieren de rol van de mens overnamen zoals de haas die op jacht gaat naar de jagers of een leger van apen die een kasteel bestormen. Daarnaast waren fabels en de uitbeelding van spreekwoorden vaak terugkerende themas.
Omstreeks 1400 was het grootste succes van de drôlerieën voorbij hoewel ze bleven voorkomen onder meer in getijdenboeken tot op het einde van de 15e eeuw en zelfs later. Omstreeks 1470 met de opkomst van de Gent-Brugse stijl in de boekverluchting zal men hier en daar nog wat vogels en insecten in de marge afbeelden, maar het hoogtij van de drôlerie is dan voorgoed voorbij. Dit neemt niet weg dat de randversiering op zich niet verdween, narratieve scènes rondom een miniatuur of het gebruik van de marge om compositorische redenen zoals in de vensterminiatuur in de Getijden van Maria van Bourgondië op folium 14 verso (zie galerij) bleef wel degelijk bestaan, maar de drôlerie verdween grotendeels uit de Vlaamse boekverluchting. Niettemin werden de "De Croÿ getijden", dikwijls het "Boek van de drôlerieën" genoemd, verlucht door Gerard Horenbout, Simon Bening en Gerard David, vervaardigd in het begin van de 16e eeuw.
Een mooi voorbeeld van het gebruik van drôlerieën en margeversiering is het handschrift "Li romans d'Alixandre" (geschiedenis van Alexander de Grote) bewaard in de Bodleian Library als Ms. 264. Dit werk van 1338-1344 bevat een schat aan scènes van de hand van de Vlaamse miniaturist Jehan de Grise, die het dagelijkse leven in de middeleeuwen prachtig documenteren. Zie "Externe links". Ook het Luttrell psalter is een mooi voorbeeld van het gebruik van drôlerieën.

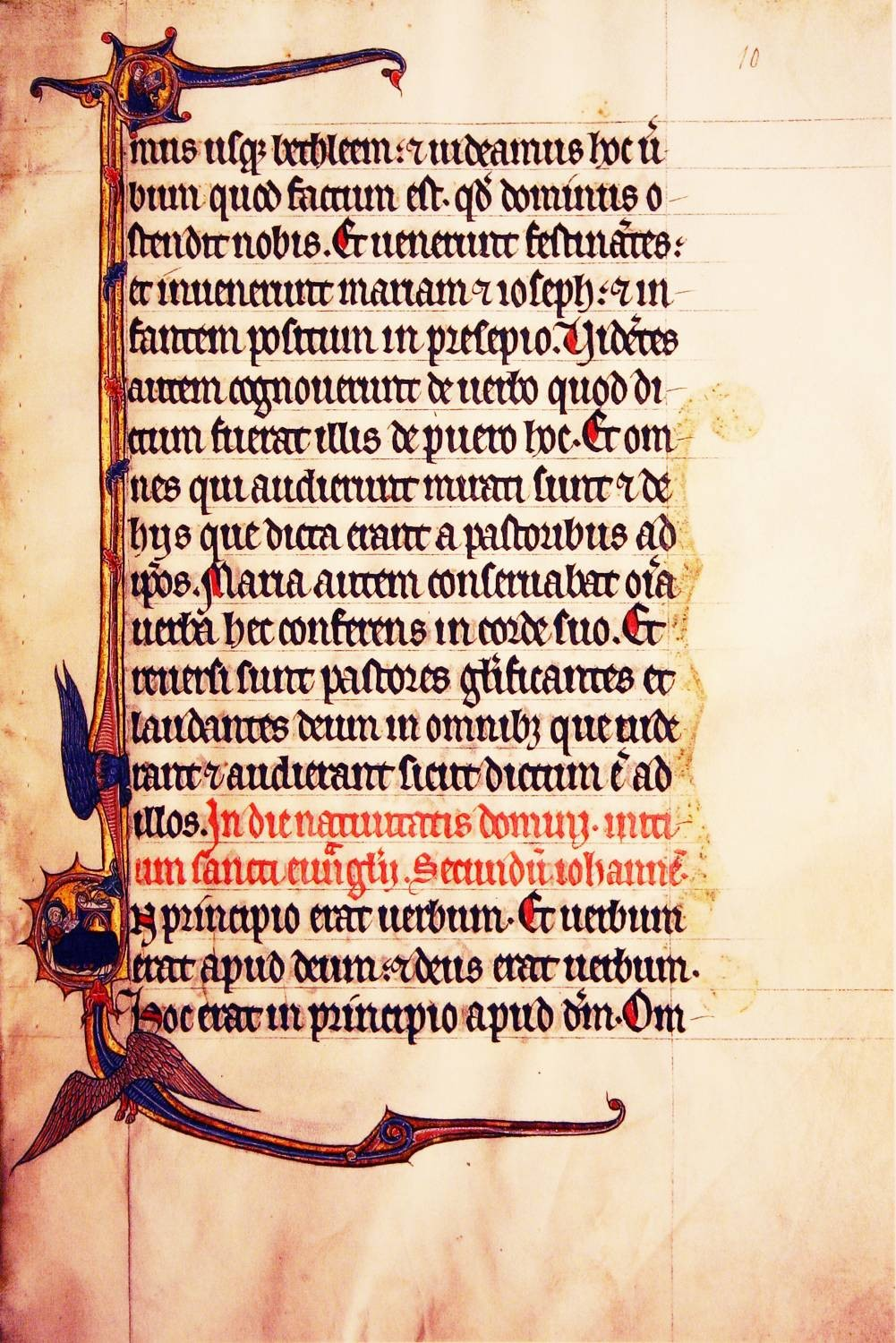
Pagina uit een epistelboek Cambrai, 1266
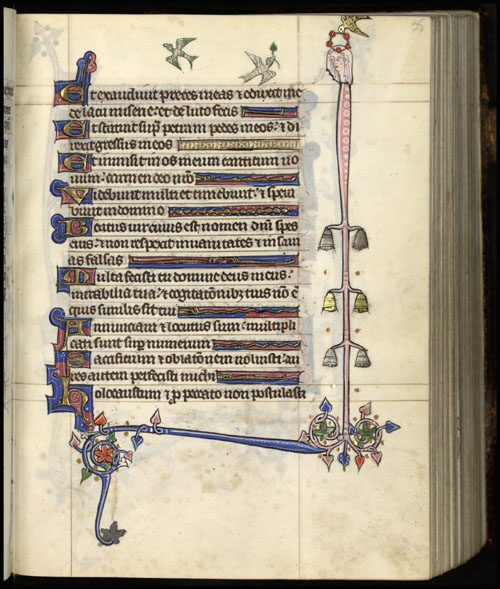
Les Très Riches Heures de Metz, f95, ca. 1300-1310
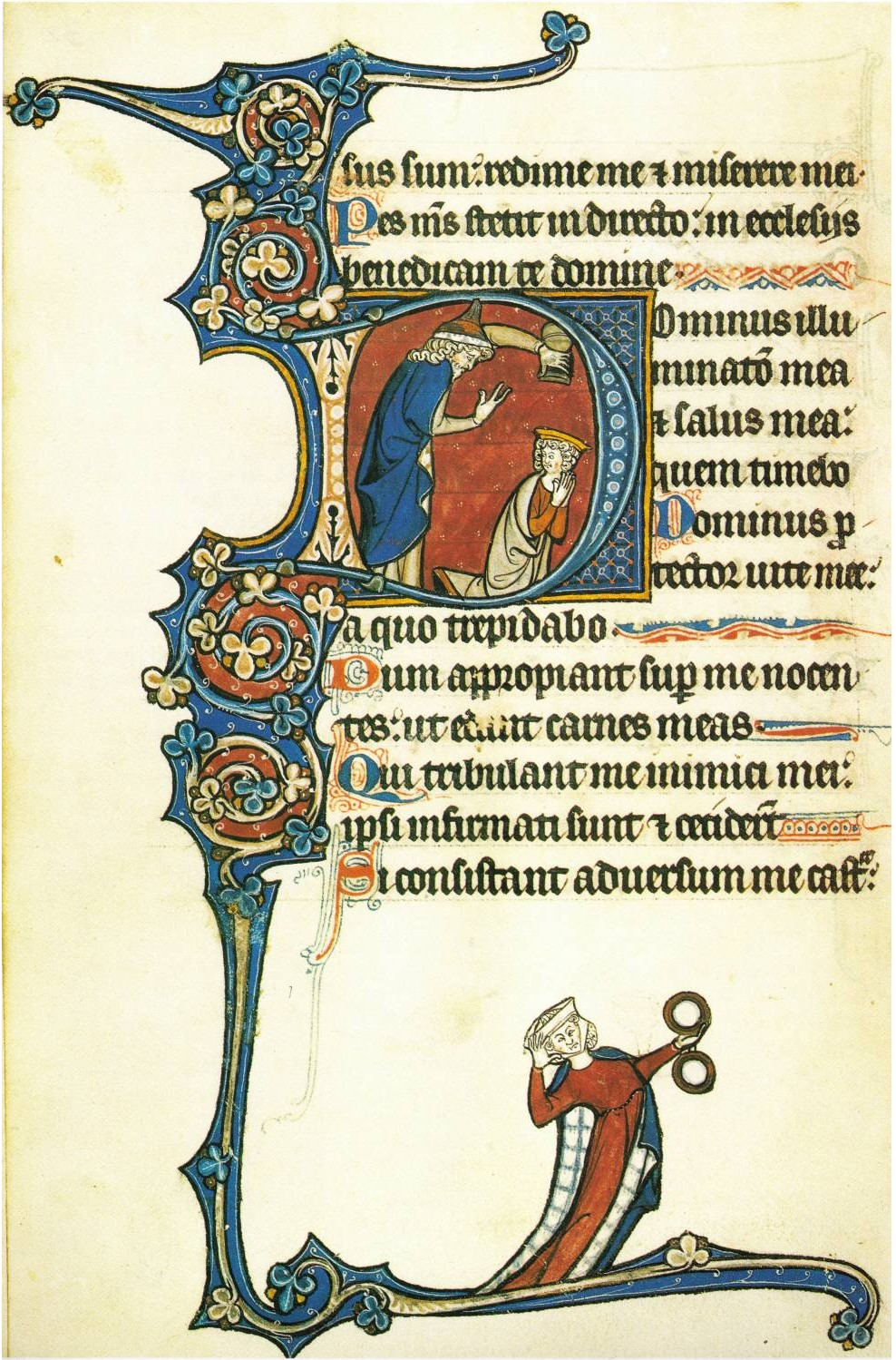
Pagina uit een evangeliarium Cambrai 1270 à 1280, versierde marge (horen zien en zwijgen ?)
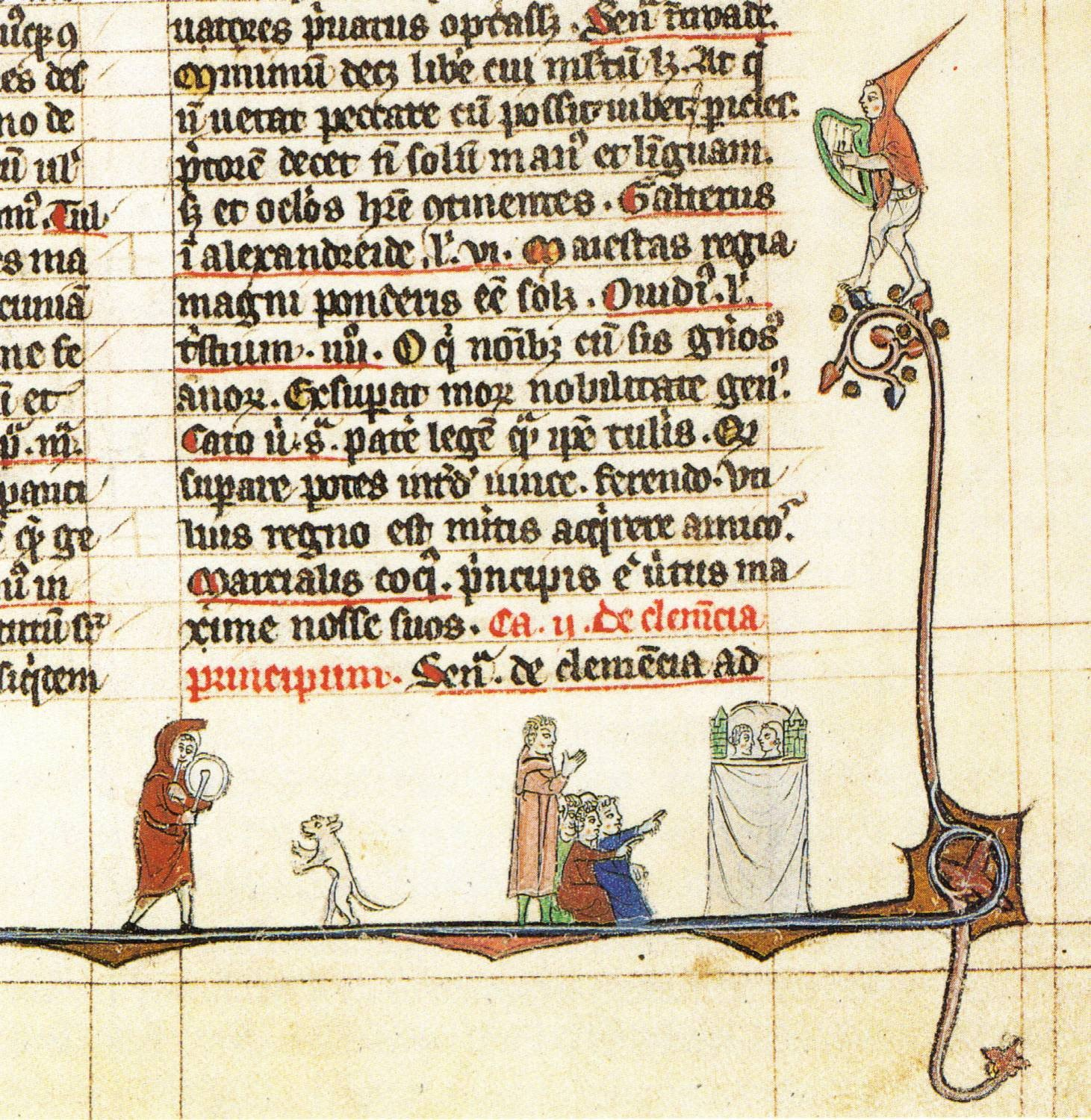
Pagina uit een Speculum doctrinale van de abdij van Ter Doest, 1265-1270
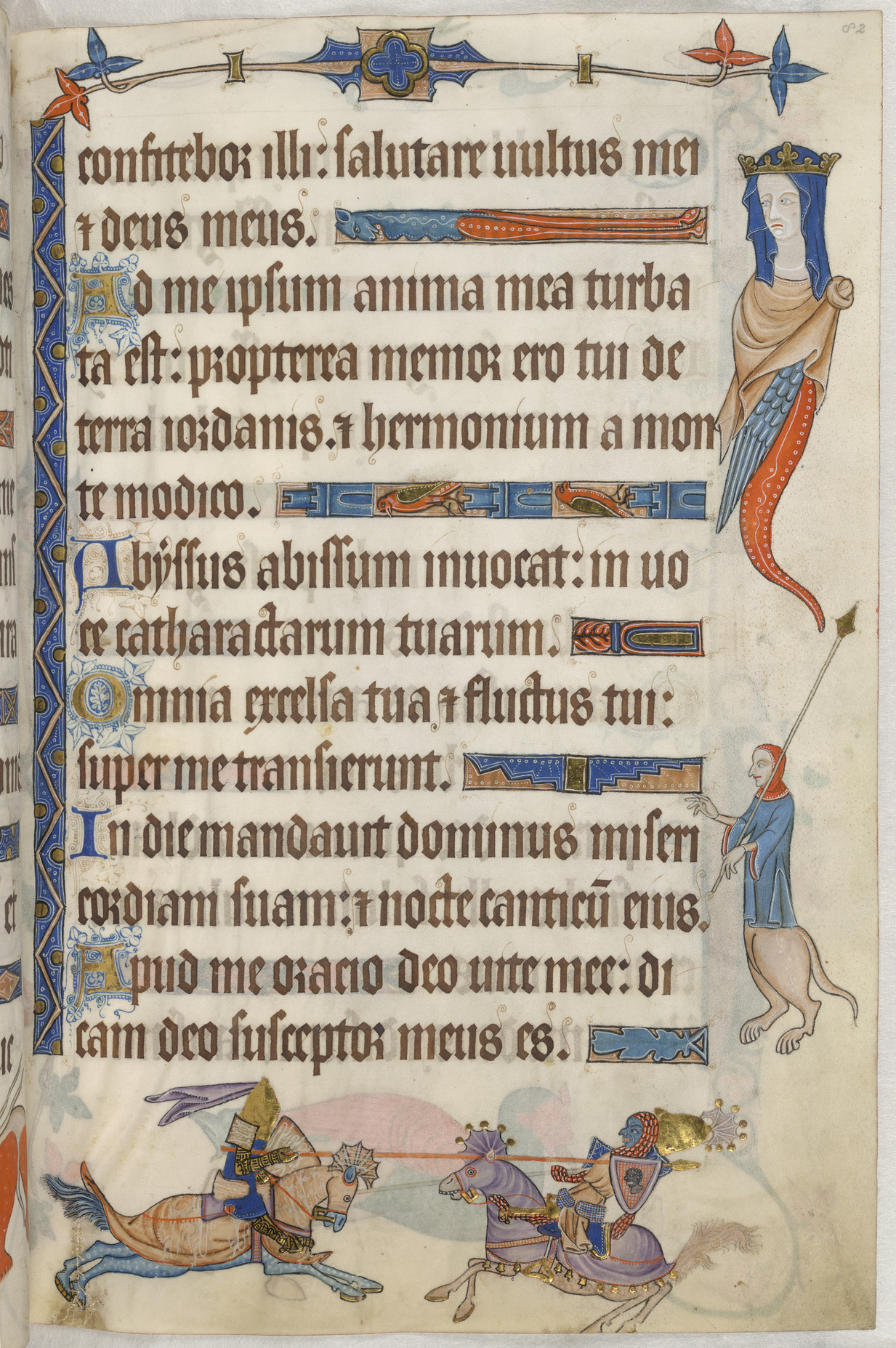
Luttrell psalter, ca. 1325-1335. Steekspel tussen ridders en hybriden
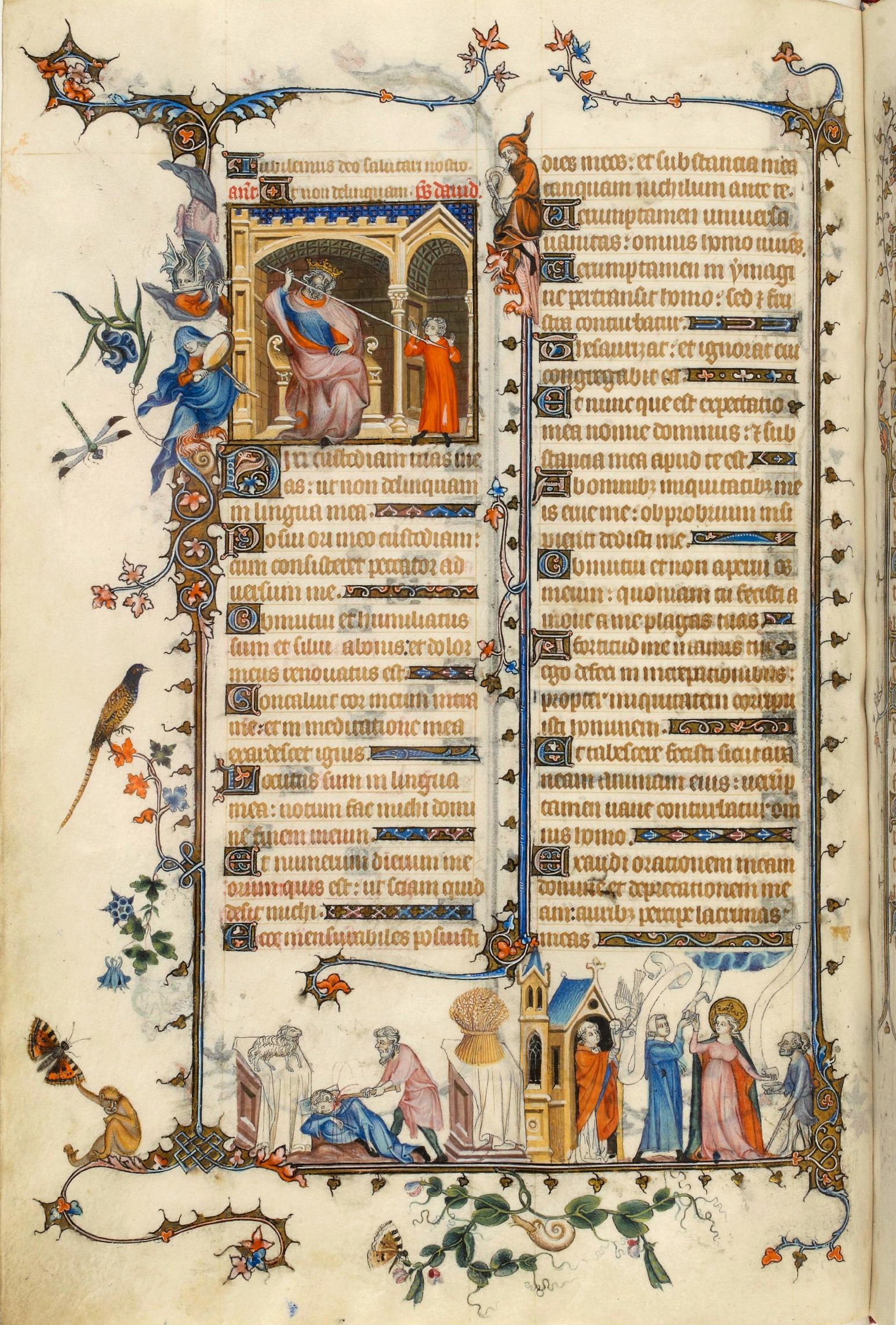
Jean Pucelle, Breviarium, 1323-1326. Ondermarge heeft religieuze motieven maar niet in verband met het hoofdthema; de drôlerieën ontbreken niet.
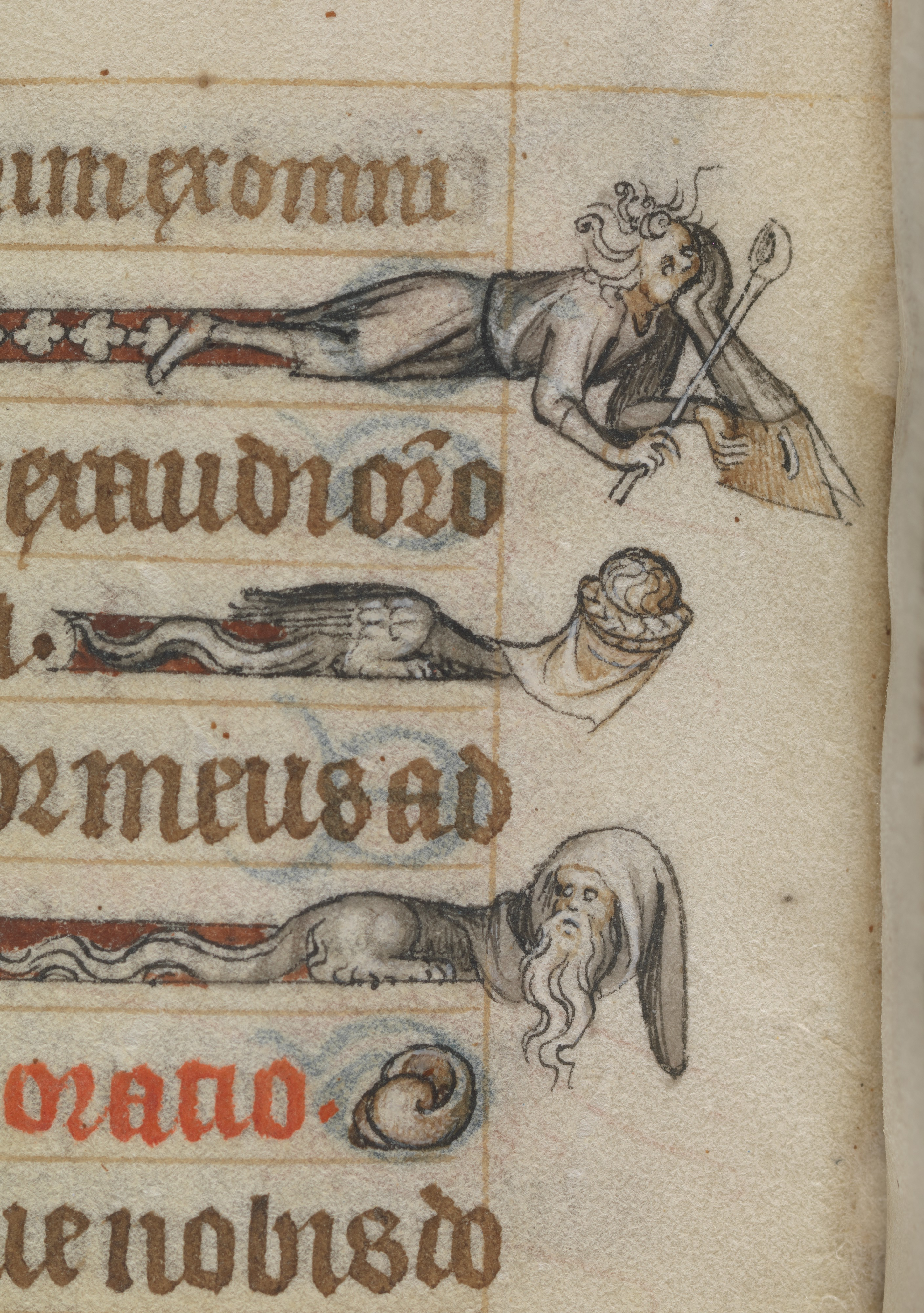
Jean Pucelle, Getijden van Jeanne d'Evreux, 1324-1326; Lijnvullers lopen uit in drôlerieën.
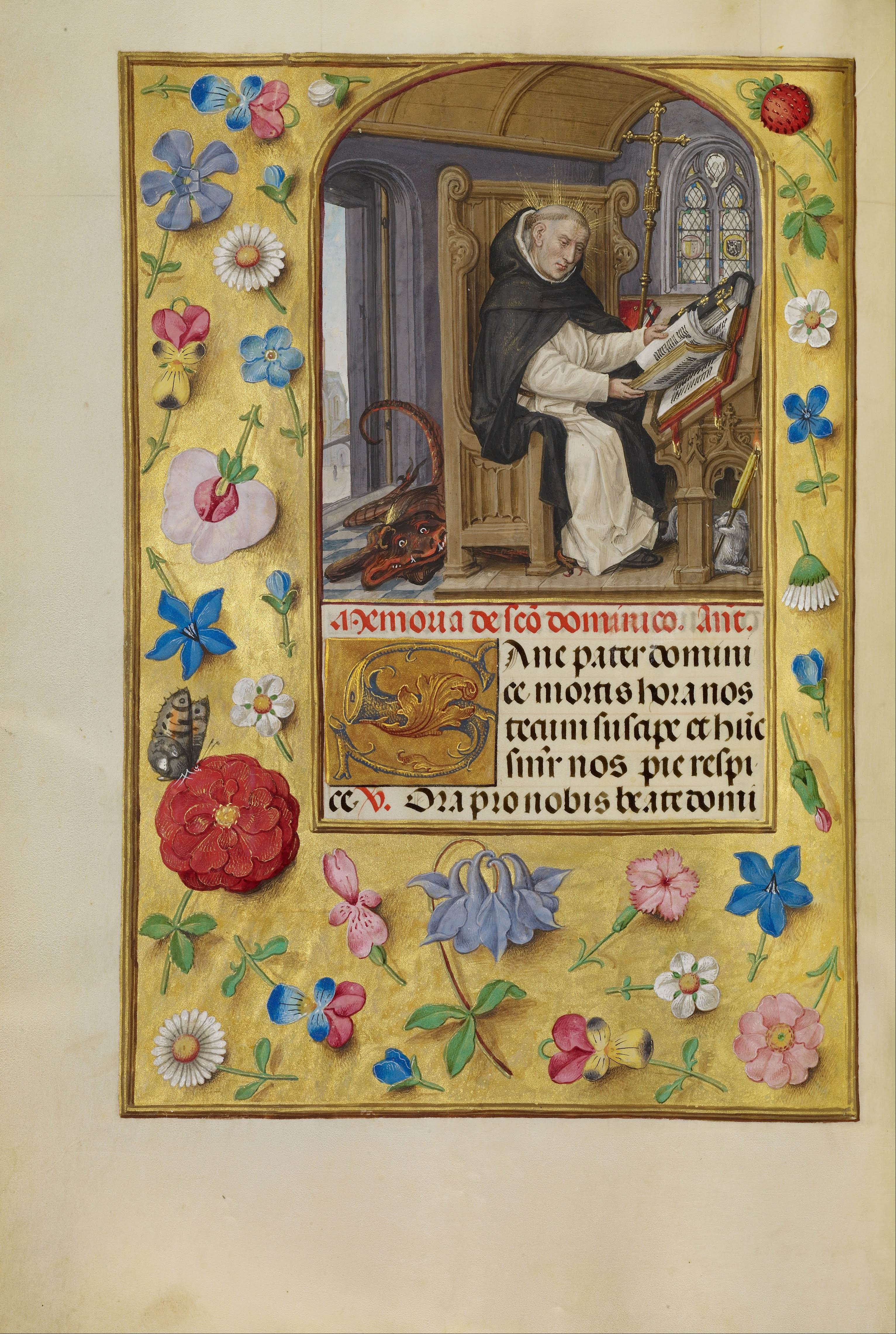
Meester van Jacobus IV van Schotland, ca. 1510, J. Paul Getty Museum. Voorbeeld van de Gent-Brugse stijl van margeversiering.
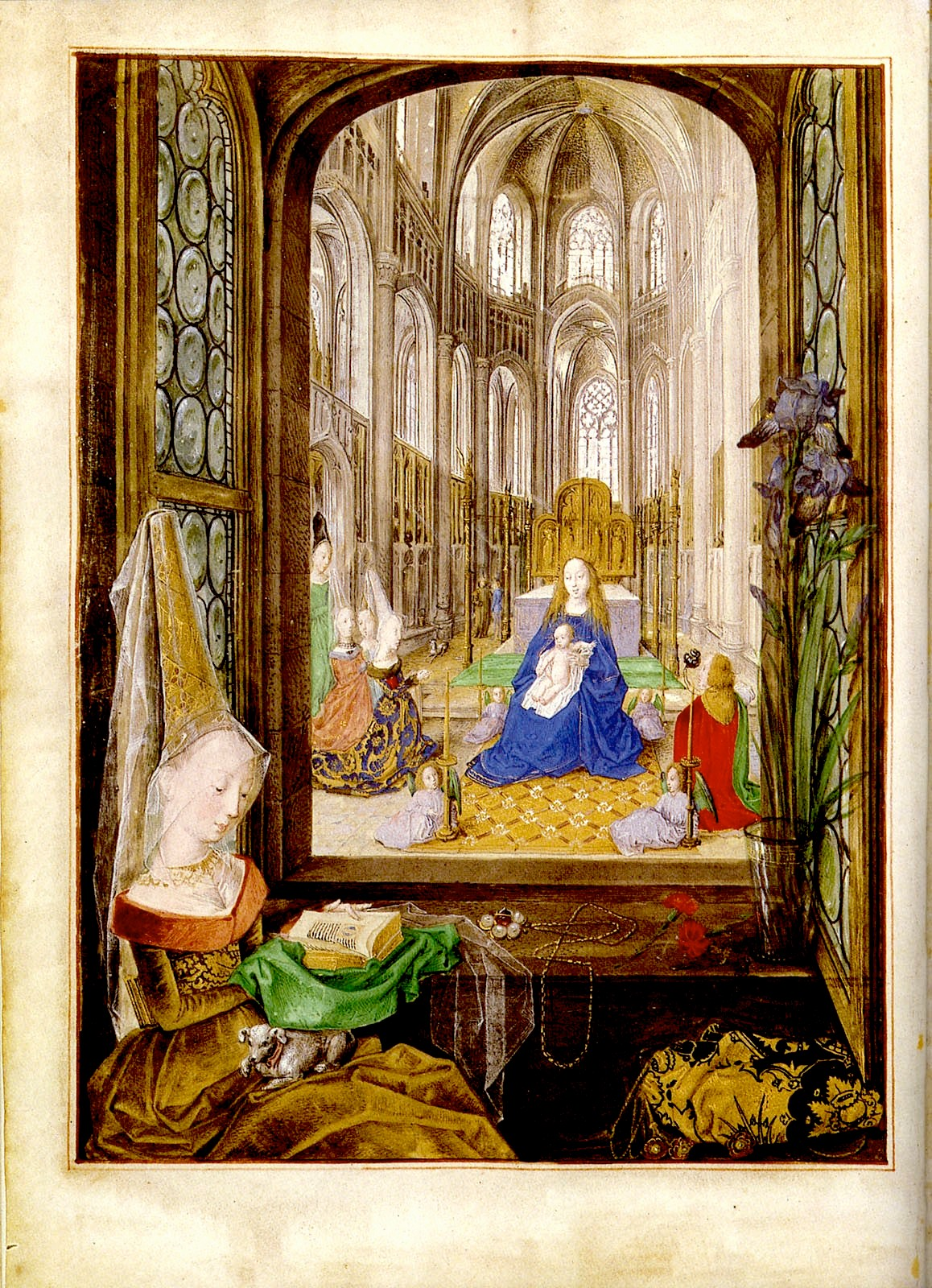
Getijdenboek van Maria van Bourgondië fol. 14v, alternatief gebruik van de marges.

## Beeldhouwwerk
Men vindt drôlerieën ook terug in de kapitelen op de zuilen van gotische kathedralen en ook de waterspuwers aan de buitenkant zijn meestal als drôlerieën uitgewerkt. Op de onderzijde van de opklapbare zitten van het koorgestoelte zijn meestal steunzitjes aangebracht, ook hiervoor gebruikten de kunstenaars dikwijls drôlerieën.
Als latere verwante vorm in met name de architectuur kan de folly worden beschouwd.

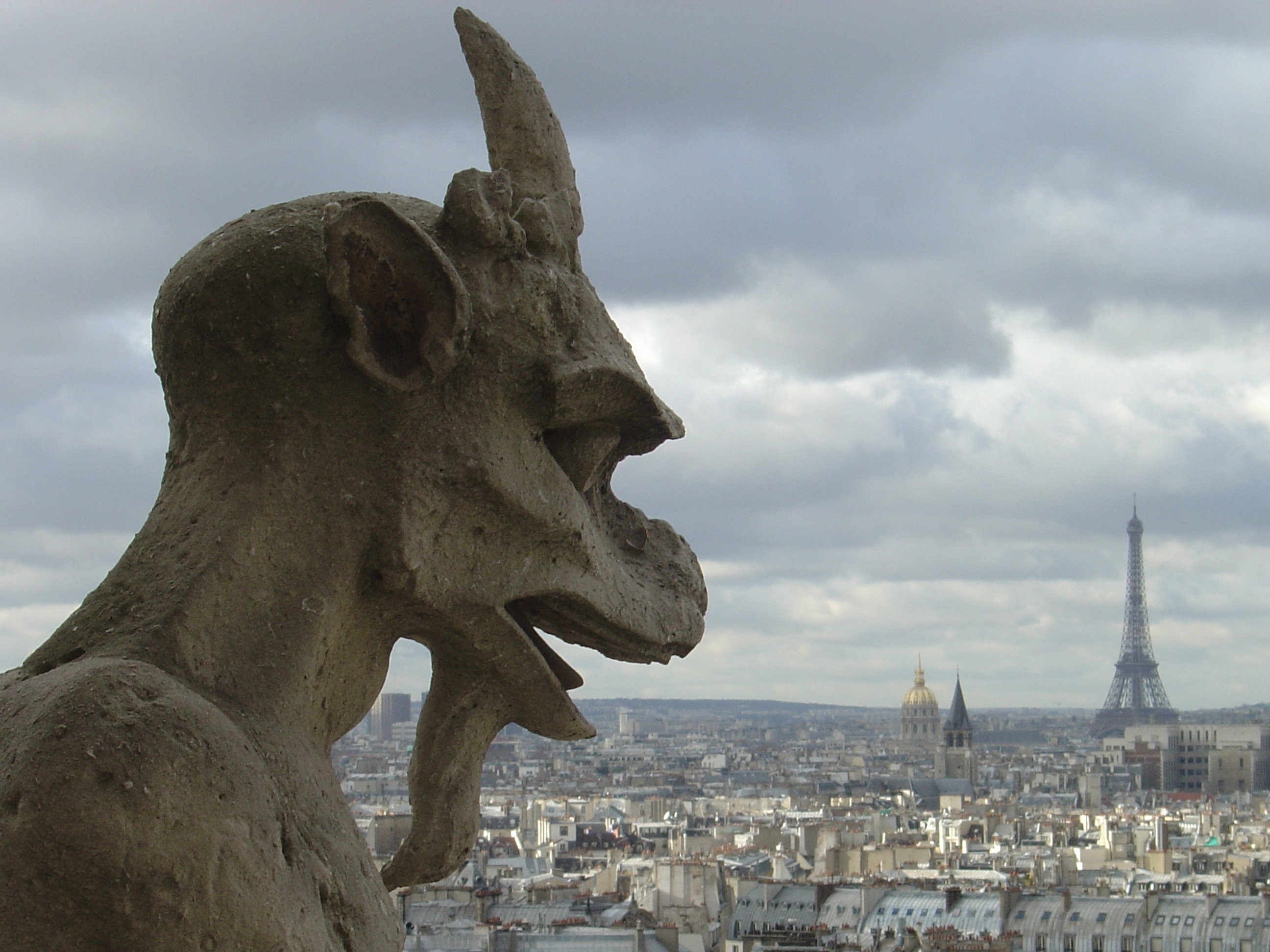
Drôlerie in de vorm van een waterspuwer op de Notre-Dame van Parijs.
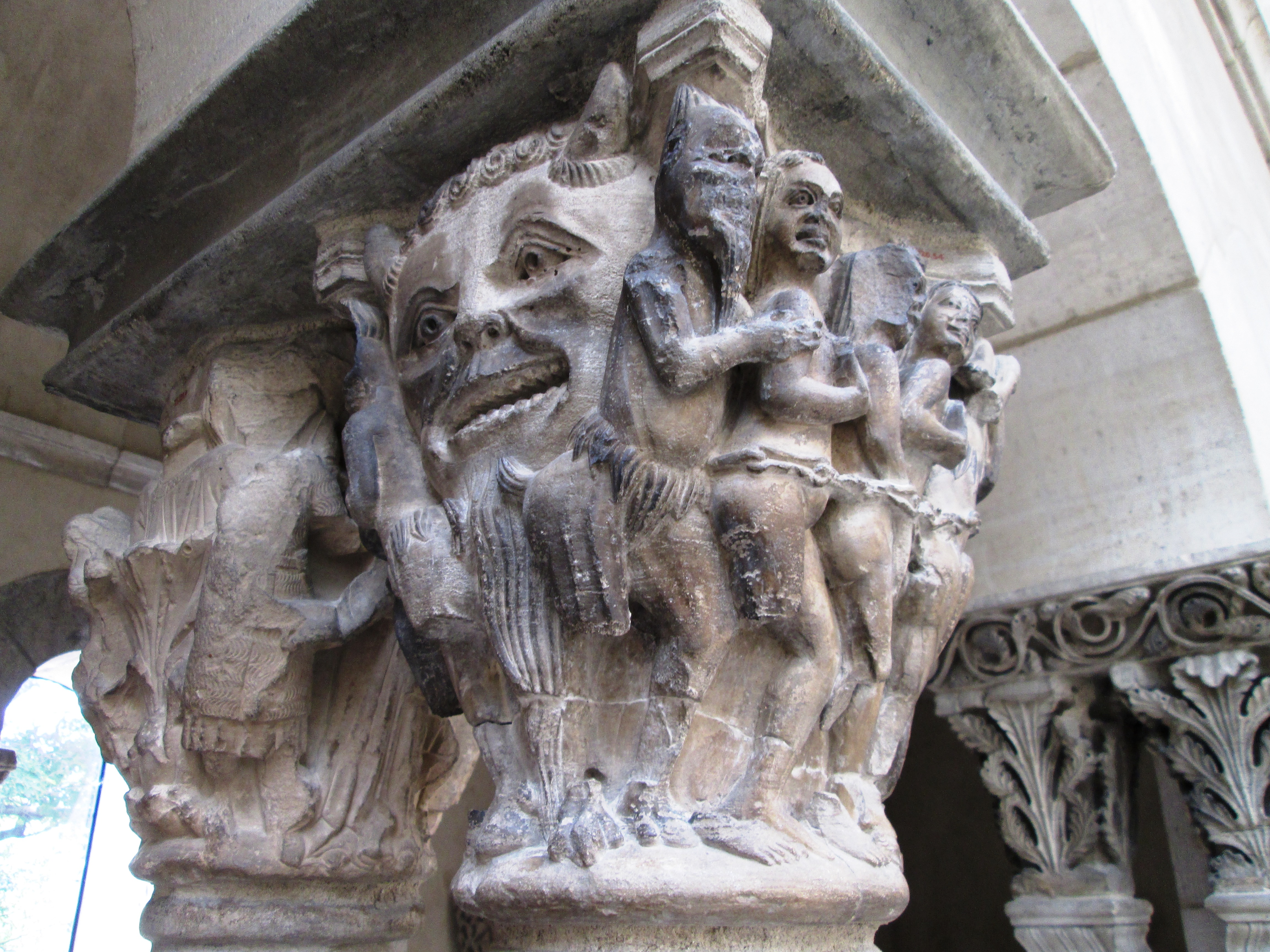
Kapiteel uit het klooster van Saint-Guilem-le-Désert
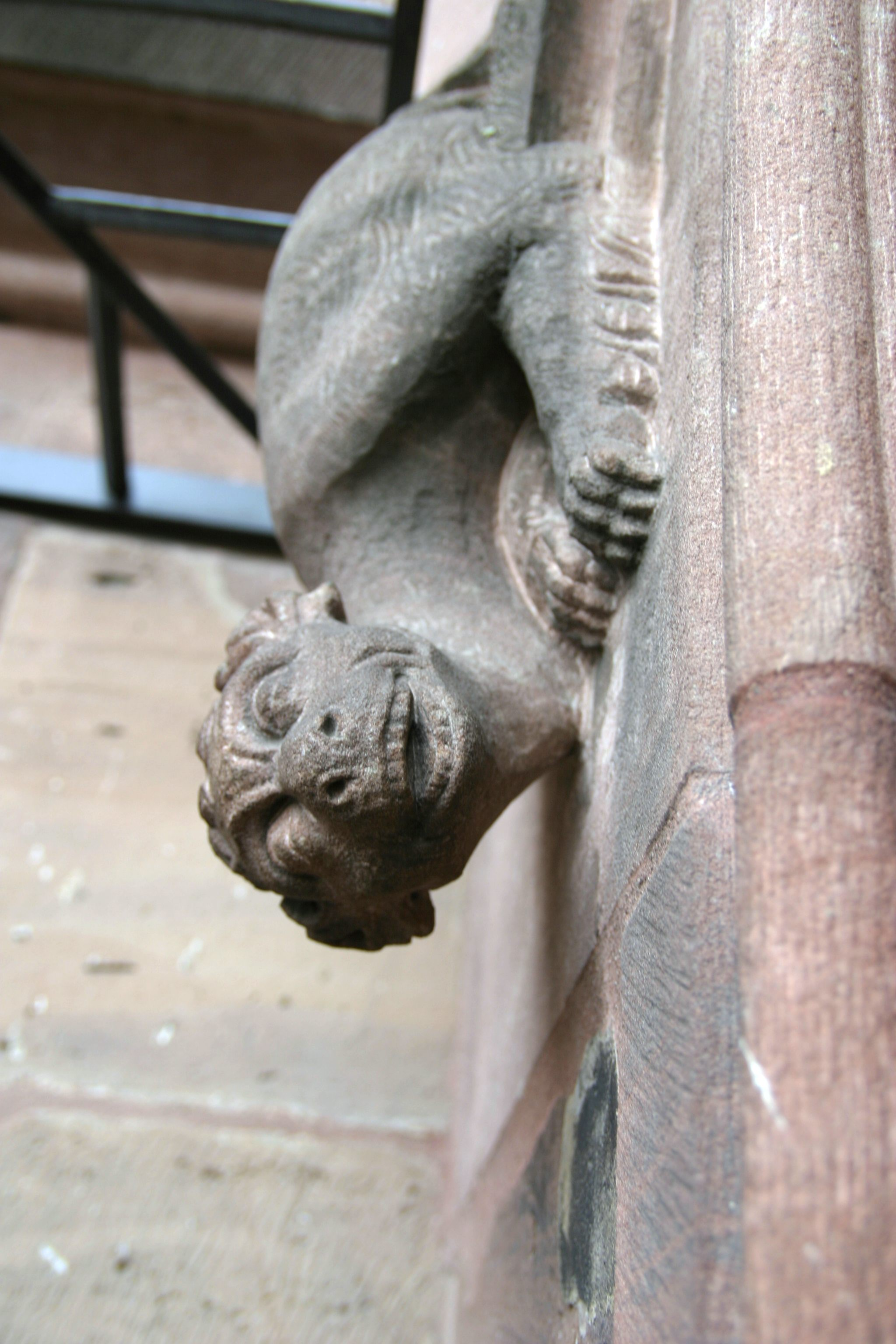
Drôlerie (Mascaron) op de gevel van de kathedraal van Straatsburg.